# Sonet
Sonet je stalna pesniška oblika. Sestavljen je iz štirih kitic. Prvi dve sta štirivrstični — kvartini in sestavljata kvartetni del, drugi dve pa sta trivrstični — tercini in sestavljata tercetni del, v angleškem sonetu pa običajno tri kvartine s sklepnim dvostišjem. V italijanskem in slovenskem sonetu je standardni verz italijanski (laški) ali jambski enajsterec, v angleškem sonetu jambski deseterec in enajsterec, v francoskem pa aleksandrinec. Rima v kvartetnem delu je oklepajoča ali prestopna, v tercetnem pa svobodna, po navadi verižna; v angleškem sonetu je rima vseskozi prestopna, v sklepnem dvostihu pa zaporedna.
Sonetno obliko običajno podpira tudi vsebinski rez, ki so ga dostikrat povezovali z zlatim rezom. V kvartinah se zastavi in razvije tema, v tercini pa se poda sklep in ideja, v obeh mora biti drugačna rima. Druga možnost je, da kvartini podata osnovno prispodobo, ki ji tercini dešifrirata pomen.

## Zgodovinski pregled razvoja soneta
Sonet naj bi se prvič pojavil na sicilskem dvoru v 13. stoletju, za časa vladavine Friderika II. (1220–1250), nemškega kralja in cesarja Svetega Rimskega cesarstva, ki je na svojem dvoru zbral številne umetnike in razumnike tistega časa. Skupine se je prijelo ime sicilska šola, za njenega voditelja in najboljšega predstavnika pa velja Giacomo da Lentini, Friderikov pisar, ki je ustvarjal v letih 1233–1240 ter mu pripisujejo tudi izum soneta.

Pravo literarno delovanje soneta se je začelo v Italiji v 13. in 14. stoletju s prvimi mojstri soneta, Dantejem (Vita nuova) in Petrarco (Canzoniere). S širjenjem petrarkizma je bilo vse več pesnikov, ki uporabljajo to pesniško obliko: v Italiji Michelangelo, Kolona, Stampa; v Franciji Labe, Mallarmé, Rimbaud, v Španiji de la Vega, de Vega, Boscán itd. Sonet je bil tudi zelo popularen na Portugalskem.

O sol é grande, caem co'a calma as aves,
do tempo em tal sazão, que sói ser fria;
esta água que d'alto cai acordar-m'-ia
do sono não, mas de cuidados graves.
ó cousas, todas vãs todas mudaves,
qual é tal coração qu'em vós confia?
Passam os tempos vai dia trás dia,
incertos muito mais que ao vento as naves.
Eu vira já aqui sombras, vira flores,
vi tantas águas, vi tanta verdura,
as aves todas cantavam d'amores.
Tudo é seco e mudo; e, de mestura,
também mudando-m'eu fiz doutras cores:
e tudo o mais renova, isto é sem cura!
(Francisco de Sá de Miranda)
Poleg italijanskega poznamo še angleški in francoski sonet. Italijanski in angleški sonet sta si na ravni verza zelo podobna, razlikujeta pa se na ravni kompozicije in razporeditve rim. Angleški sonet ima za razliko od italijanskega tri kvartine in zaključno dvostišje (distih). Francoski sonet pa je po sestavi zelo podoben italijanskemu, pod vplivom katerega se je pravzaprav razvil. Od njega se razlikuje le po verznem ritmu in po razporeditvi rim v tercinah.

V razvoju slovenske književnosti ima sonet zelo vidno mesto. Prvi ga je obvladal in uveljavil France Prešeren v obdobju romantike v tridesetih letih 19. stoletja. Oprijel se je klasične oblike soneta, natančneje, Petrarcovega vzorca, kar pomeni kombinacijo dveh kvartet in dveh tercet, jambski enajsterec in dosledno žensko rimo. Ta vzorec je kanonizirala tudi schleglovska šola (po nemškem pesniku in kritiku A. W. Schlegelu), kar je tudi vplivalo na Prešernovo izbiro tega vzorca.
Boris Paternu v članku Sonet in konstituiranje slovenske poezije izpostavi literarno evolucijsko lastnost soneta. Zunaj svoje prvotne domovine italijasnke renesanse je namreč sonet v razvoju mnogih književnosti imel vlogo vzpona od nižjih k višjim umetnostnim zahtevam, vlogo premika pd pesniškega populizma k elitizmu in tudi vlogo preboja od zaprtega etnocentrizma k odprtosti v razvitejši evropski literarni kontekst. Vse to velja za kanonizirani klasični Petrarcov vzorec soneta. Na Slovenskem je bil nosilec tega evolucijskega preloma France Prešeren. Paternu o tem prelomu govori kot o »čudežu, ki da ga je Prešeren naredil iz razmeroma slabo razvitega pesniškega jezika in s tem zaznamoval novo dobo« (Paternu 1997). Znotraj slovenske literarne zavesti se je nato sonetne oblike prijela neka »metametrična« vsebina, ki je bila povezana s Prešernovim dejanjem, to je misel na prvo resno promocijo slovenske pesniške umetnosti, na njen uspešen vzpon od provincialnega pesnenja v visoko poezijo. Zgodovinar slovenskega verza A. Isačenko je opazil posebno nagnjenost slovenskih pesnikov k sonetni kulturi in zapisal: »Reči smemo, da v nobeni literaturi sonet ni dosegel tolikšne popularnosti kakor prav v slovenski.«

Od vstopa soneta v slovensko književnost s Prešernom do danes je to pesniško obliko uporabljalo mnogo pesnikov, ki so jo po svoje preoblikovali, kar podrobno opiše Franc Zadravec v članku Pogledi na sonet in odmiki od njegove klasične oblike (od Ketteja do Voduška). Tako so se impresionisti in simbolisti uprli strogim oblikam tedanje formalistične šole, raje so se posluževali prostih oblik in svobodnega verza. Dragotin Kette je tako poleg strogo daktilskotrohejskih verzov zapisal čisto daktilske, poleg tega je uporabljal tudi svobodnejšo rimo (npr. cikel Izprehod). Poleg velikih imen impresionizma in simbolizma v tem času nastopi še nekaj sonetopiscev, kot so Anton Medved, Fran Eller, Rudolf Maister, Vida Jeraj, ki pa soneta niso bistveno spreminjali. Zadravec kot tretji vrh slovenskega soneta ob Prešernu in Ketteju izpostavi Alojza Gradnika, ki je med letoma 1903 in 1960 objavil preko 180 sonetov. Gradnik sam pove, da se je zgledoval po Prešernu in Petrarci, torej je kot vzorec vzel klasični sonet. A od tega na nekaterih mestih tudi odstopa, na primer z opaznim trohejskim in daktilskotrohejskim verzom, z okrajšanim sonetom, zdaj z manj zlogi v verzu zdaj z manj verzi. Za Gradnikom sonete piše še vrsta pesnikov, na primer Igo Gruden, Miran Jarc, Mile Klopčič, Srečko Kosovel, ki kot nasprotnik strogih form zapiše čez 50 močno svobodnih sonetov. Kot zadnjega Zadravec izpostavi Božo Voduška, ki objavi »svojih 40 sonetov nespornega umetniškega leska v zbirki Odčarani svet« (Zadravec 1997). Večina jih je klasično oblikovanih, včasih pa sonet začne s tercama.

Matevž Kos v članku Sonet kot forma prebolevanja modernosti razpravlja o sonetu v sodobni literaturi, predvsem o pesniku Milanu Jesihu, ki se zgleduje po Prešernu, kar se kaže predvsem v pesniških zbirkah Soneti in Soneti drugi, kjer obnavlja strogo sonetno formo.

## Primeri
France Prešeren: Sonetni venec, 1. sonet
Poét tvoj nòv Slovencem vênec vije,

'z petnájst sonetov tí takó ga spléta, 

de »Màgistrále«, pesem trikrat péta, 

vseh drugih skupaj véže hàrmoníje. 

Iz njêga 'zvira, vanjga sè spet zlije 

po vrsti pésem vsákegà soneta;

prihodnja v prédnje kôncu jè začeta;

enak je pevec vêncu pòezíje;

vse misli 'zvírajò 'z ljubezni êne, 

in kjér ponóči v spanju sò zastale, 

zbudé se, kò spet zarja noč prežêne.

Ti sì življênja moj'ga màgistrále,

glasíl se 'z njêga, kò ne bó več mêne,

ran môjih bò spomin in tvôje hvale. 
Dragotin Kette: Izprehod IV
Pesmi nemirne, čemu ste letele

gori na sever iz cvetnega juga,

občudovat ledenike li bele

ali meglenega morij sodruga?

Ali samotne li fjorde in fjele

ali smereko, ki prazna ji struga

njena je znanka in druge vesele

neme čeri so in žalost in tuga?

Pesmi ve strastne, lepoto Germanke

mrzle in hladne in čiste in tihe

ste občudávale dolgo dovolj.

Zopet poglejte v oči Gruzijanke,

južne poslušajte zopet mi vzdihe,

zopet oživite bolj se in bolj!
Milan Jesih
(Grizljal sem svinčnik ves preljubi dan

in silil se z eno samo vrstico,

kakor da bi z neba vabikal ptico,

naj pride sest mi na odprto dlan,

pa nič; a bežni spanec je doklical,

ko sem sede zakinkal poklapan,

neznane verze mi z obrobja sanj

– Obenem Luč, Lepoto In Resnico –,

da sem samo strmel pobit pobožen,

pred silo, ki je budnost ne pozna,

saj roža je bila v imenu rože,

celo srce v rečenosti srca...

Buden ne vem ne teme ne besed.

A je, pod zvezdami, je tak sonet.)